# Bảng Rudolf

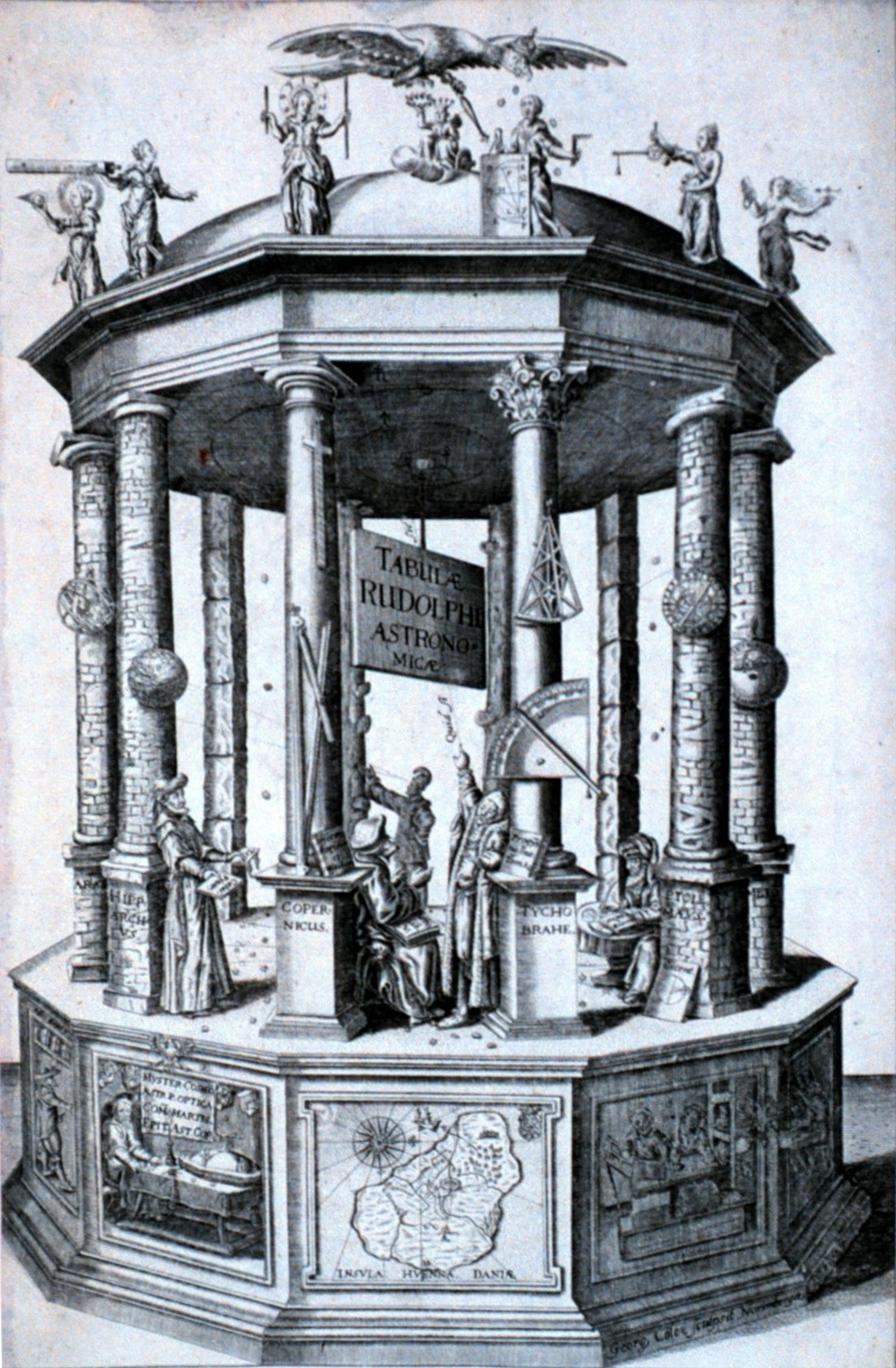
Kiến trúc mang tính biểu tượng cho bảng Rudolf tưởng nhớ về những nhà thiên văn vĩ đại của quá khứ: Hipparchus, Ptolemy, Nikolaus Copernicus, và xuất chúng ở hiện tại, Tycho Brahe (trừ thế đứng của ông, một bản đồ ở ô trung tâm của bệ mô tả Đảo Hven, ngày sinh của Brahe và vị trí ông ngồi quan sát thiên văn Uranienborg)

Bảng Rudolf (tiếng Latinh: Tabulae Rudolphinae) là một nhóm các bảng bao gồm danh mục sao và danh mục hành tinh. được xuất bản bởi Johannes Kepler vào năm 1627. Nó sử dụng các dữ liệu quan sát của nhà thiên văn người Đan Mạch Tycho Brahe. Những bảng này được đặt tên Rudolf để vinh danh Rudolf II của Đế quốc La Mã Thần thánh.

## Những bảng trước đó
Các bảng sao đã được xuất bản trong nhiều thế kỷ và được sử dụng để xác định vị trí của các hành tinh có vị trí tương đối đối với những ngôi sao đã được cố định (đặc biệt là 12 chòm sao được sử dụng trong chiêm tinh học) trong một ngày cụ thể để xây dựng tử vi. Cho đến cuối thế kỷ 16, nhóm bảng được sử dụng rộng rãi nhất đó là bảng Alphonse, được làm ra đầu tiên vào thế kỷ 13 thường được cập nhật trong khoảng thời gian sau đó. Những bảng này dựa trên các lý thuyết của Ptolemy, thuyết địa tâm. Mặc dù nhóm bảng Alphonse rất không chính xác, không có bảng nào sẵn có thể thay thế cho chúng.
Trong năm 1551, tiếp theo việc xuất bản tác phẩm De revolutionibus orbium coelestium của Nikolaus Copernicus, Erasmus Reinhold đã cho xuất bản Bảng Prutenia dựa trên thuyết nhật tâm. Nhưng nhóm bảng này không được chính xác như các bảng trước đó.

## Dữ liệu của Brahe và mô hình của Kepler về hệ Mặt Trời
Tycho Brahe đã dành hầu như cả đời mình để đo khoảng cách giữa các vì sao và hành tinh để có thể đạt được mức độ chính xác lớn hơn trước đó có thể đạt được. Ông đã ước rằng những quan sát của mình sẽ trở thành nền tảng của sự sắp xếp mới và chính xác của vị trí các vì sao. Kepler có thể đã chuẩn bị chuẩn bị những bảng này dựa trên các dữ liệu quan sát của Brahe với mô hình nhật tâm và dựa trên sự khám phá riêng của chính Kepler về quỹ đạo chuyển động hình elip của các hành tinh. Sự tính toán chính xác được trợ giúp bởi hệ thống được xuất bản mới về logarit, thứ đã đơn giản sự tính toán và hạn chế những sại lầm trong tính toán.

## Sự ra đời của bảng Rudolf
Công việc tạo ra các bảng bắt đầu vào năm 1600 khi Kepler gặp Brahe, sau đó hai người làm việc tại cung điện hoàng gia tại Praha như những người cộng sự. Cả được nhận được một yêu cầu từ hoàng đế Rudolf II về việc tính toán cho những bản đồ hành tinh mới và chính xác hơn. Sau khi Brahe qua đời vào năm sau đó, Kepler là người kế nhiệm và tiếp tục công việc tạo ra các bảng một mình. Những bảng này đã được làm trước, với yêu cầu xuất bản để gửi tận Ấn Độ cũng như cho các nhà truyền giáo dòng Tên tại Trung Quốc. Bị chia rẽ bởi các tác động bên ngoài, Kepler đã tự răn đe mình từ việc làm vĩ đại trong những tính toán tẻ nhạt vô tận. Ông viết một bức thư cho một người hay trao đổi thư từ với ông tại Venezia, nóng lòng tìm hiểu các bảng: "Tôi cầu xin Chúa, bạn của tôi ạ, đừng kết án tôi một cách trọn vẹn cho công việc buồn tẻ của các tính toán toán học, và cho tôi thời gian để suy xét triết học, niềm vui sướng duy nhất của tôi". Các bảng này gần như được hoàn thành vào cuối năm 1623.

## Xuất bản

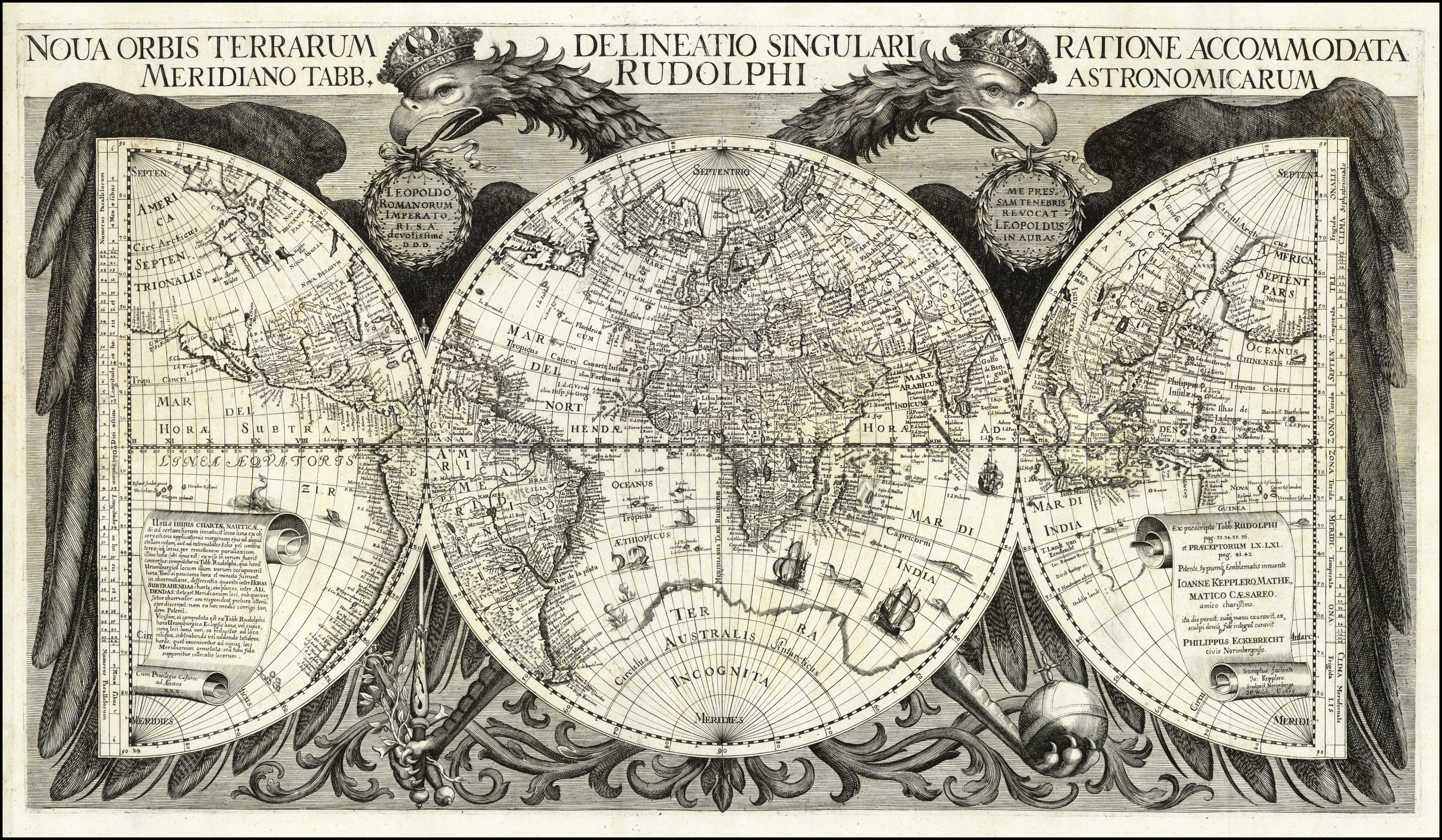
Bản đồ thế giới từ bảng Rudolf

Trong nỗ lực tìm kiếm nguồn tài chính và nhà xuất bản cho các bảng, Kepler bắt đầu bằng việc đòi hỏi tiền nợ mà Rudolf II chưa trả cho ông. Từ cung điện đế quốc tại Viên ông được gửi đến 3 thị trấn để có thể thanh toán khoản tiền trên. Sau một năm lang thang trong quốc gia, Kepler có thể đã gây dựng được 2000 florin (trong tổng số 6299 mà Kepler vẫn bị nợ), số tiền đủ để chi trả cho việc xuất bản. Ông đã quyết định tự xuất bản từ số tiên có được. Lúc đầu nơi được cho xuất bản là Linz, nơi ông cư ngụ ở đó, nhưng sự hỗn loạn của Chiến tranh Ba Mươi Năm (đầu tiên là đến từ đến từ đơn vị đồn trú của lính trong thị trấn, sau đó là một cuộc bao vây của Chiến tranh Nông dân tại Thượng Áo, kết quả là những bản thảo bị đốt cháy), Kepler đã buộc phải rời đi. Ông bắt đầu lại công việc tại Ulm. Tại đó, sau nhiều năm bất hòa với nhà in Jonas Saur, bản chỉnh sửa đầu tiên của hàng ngàn bản sao chép đã được hoàn thành vào tháng 9 năm 1627, và bán tại thị trường sách niên lịch tại Hội chợ Sách Frankfurt. Khi xuất bản Bảng Rudolf, Kepler đã phải chịu áp lực rất lớn để đẩy lùi những người học hàng của Brahe. Trong quá trình xuất bản, những người này cố gắng duy tri kiểm soát những quan sát và lợi ích từ xuất bản. Họ tranh luận rằng công trình của Brahe nên đem lại lợi ích cho gia đình riêng của ông và không phải một trong những đối thủ của Brahe. Kepler đã phản bác lại rằng ông và Brahe đã có hợp tác trong việc làm dữ liệu này trong nhiều năm trước khi Brahe qua đời. Kepler còn đi xa hơn khi ông có trách nhiệm đối với chính mình cho hầu hết các tính toán tạo ra sắp xếp cho các thông tin. Cuối cùng, Kepler giành chiến thắng trong việc làm chủ những chiếc bảng và tự xuất bản. Trong khi đó gia đình Brahe không được lợi ích nào từ công trình này.
Brahe đã ý định những bảng này nên có một lời tri ân dành cho Rudolf II. Nhưng vào năm 1627, khi các bảng được xuất bản, Rudolf II đã chết từ 15 năm trước. Vì thế, bảng này đã được đề tặng cho Ferdinand II nhưng sau đó lại đặt tên để vinh danh Rudolf II. Các bảng này bao gồm vị trí của 1005 sao được đo đạc bởi Brahe và hơn 400 sao đến từ nghiên cứu của Ptolemy và Johann Bayer với định hướng bằng thuyết nhật tâm. Nhỡng bảng này có nhiều bảng công thức về logarit và phản logarit và những ví dụ miêu tả cách tính vị trí các hành tinh.
Đối với hầu hết các vì sao, những bảng này là chính xác với sai số là một phút vòng cung và bao gồm những yếu tố sửa chữa cho khúc xạ khí quyển. Những bảng này cũng chính xác một cách vừa đủ để tiên đoán chuyển động của Sao Thủy được quan sát bởi Pierre Gassendi vào năm 1631 và sự đi qua của Sao Kim được quan sát bởi Jeremiah Horrox vào năm 1639.